# Hochalmsattel
Der Hochalmsattel ist ein 1803 m ü. A. hoher Pass, er trennt das Karwendeltal im Westen vom Johannestal im Osten und ist einer der wichtigsten Übergänge im Karwendel in Tirol.

## Geographie
Das Karwendeltal trennt die Nördliche Karwendelkette von der Hinterautal-Vomper-Kette. Der Hochalmsattel bildet den niedrigsten Übergang zwischen diesen beiden Ketten.

## Tourenmöglichkeiten
Der Hochalmsattel ist der einzige per Mountainbike oder einfach zu Fuß zu bewältigende Ost-West-Übergang im Hauptkarwendel. Über den Sattel und das Karwendelhaus erfolgt der Zustieg zum höchsten Karwendelgipfel südlich des Sattels, der Birkkarspitze. Auf der Nordseite des Sattels befinden sich Zustiege zur Östlichen Karwendelspitze und zum Übergang, dem Gjaidsteig, auf die nördliche Seite der Nördlichen Karwendelkette über den Bäralplsattel (1820 m ü. A.).
Das Karwendelhaus direkt westlich des Sattels bietet Unterkunftsmöglichkeiten.